# Осколков-Ценципер, Илья Владимирович
Илья Владимирович Осколков-Ценципер (род. 30 сентября 1967, Москва) — российский дизайнер, деятель культуры, предприниматель, медиаменеджер, журналист. Основатель медиа, посвященных городской среде и культуре, среди которых журнал «Матадор», издательский дом «Афиша». Один из основателей, автор концепции и первый президент (2010—2013) Института медиа, архитектуры и дизайна «Стрелка», автор концепции развития Центрального парка культуры и отдыха имени Горького в Москве и проекта по развитию территории ВДНХ и парка Останкино. В 2014 году создал консалтинговую компанию «Ценципер» , которая занимается сервисным дизайном и дизайном новых продуктов в России и за рубежом.
Живёт в Москве.

## Биография
Родился 30 сентября 1967 года в Москве.
В 1989 году окончил отделение «Планирование и организация театрального дела» Государственного института театрального искусства (ГИТИС) им. А. В. Луначарского (ныне РАТИ) по специальности «Театроведение».
В 1993 году окончил аспирантуру факультета культурной политики Университета Бургундии (Дижон, Франция).
С 2021 года Илья Осколков-Ценципер входит в состав жюри премии города Москвы в области архитектуры и градостроительства 2022.

## Медиа и городские проекты

### Медиа
В период с 1989 по 1991 год работал руководителем социологической службы Союза художников СССР и художественным обозревателем журнала «Огонек», тираж которого в то время достигал рекордных 4,6 млн экземпляров.

#### Журнал «Матадор»
В 1993 году Осколков-Ценципер вместе с продюсерами Константином Эрнстом и Александром Роднянским, журналистом Геннадием Йозефавичусом организовал журнал «Матадор» — печатную версию одноимённой телепрограммы. Журнал положил начало новому тренду — появлению российского «интеллектуального глянца», был посвящён кино, музыке, искусству, моде и культуре.

#### Журнал «Вечерняя Москва»
В 1998 году Осколков-Ценципер стал главным редактором журнала «Вечерняя Москва», созданного американским предпринимателем Эндрю Полсоном. Это было первое российское издание, публиковавшее полное расписание культурных и развлекательных событий Москвы, сопровождая их рецензиями и рекомендациями. С журналом сотрудничали Виктор Пелевин, Авдотья Смирнова, Юрий Мамлеев и другие. Журнал закрылся после финансового кризиса 1998 года.

#### Издательский дом и журнал «Афиша»
В апреле 1999 года Осколков-Ценципер совместно с предпринимателями Эндрю Полсоном и Антоном Кудряшовым основал журнал «Афиша» и одноимённый издательский дом. Образ Москвы, предложенный «Афишей», на протяжении полутора десятилетий оказывал решающее воздействие на развитие искусства, развлечений и образа жизни в городе. Журнал сформировал вкусы нескольких поколений москвичей, предлагая качественную подборку тенденций и развлечений, анонсы которых остроумно комментировались. На обложке журнала впервые появились российские рок-звезды Земфира и Илья Лагутенко, актёр и музыкант Петр Мамонов, писатель Владимир Сорокин. «Афиша» создавала моду и предлагала своему читателю новых героев, новые развлечения и новые слова — от «дедлайна» до «хипстера».
Осколков-Ценципер собрал коллектив молодых журналистов, дизайнеров и фотографов и создал стиль «Афиши», оказавший большое воздействие на развитие российских медиа. В «Афише» началась карьера журналистов Юрия Сапрыкина, Андрея Подшибякина, Романа Волобуева, Бориса Акимова, Филиппа Бахтина, Алексея Казакова, Алексея Зимина, Петра Мансильи-Круза, Филиппа Дзядко, Льва Данилкина, Максима Семеляка, Ильи Красильщика.

#### Afisha.ru
В ноябре 1999 года под руководством Осколкова-Ценципера был запущен afisha.ru — крупнейший в российском интернете путеводитель по фильмам, выставкам, спектаклям, ресторанам. Ежемесячная аудитория сайта составляла более 4,5 млн человек.

#### Другие издания «Афиши»
Илья Осколков-Ценципер также руководил созданием и работой журнала о путешествиях «Афиша-Мир», городского журнала «Большой Город», гастрономического журнала «Афиша-Еда», а также путеводителей «Афиши» по городам и странам.

### Городские проекты

#### Пикник «Афиши»
В 2004 году Осколков-Ценципер организовал ежегодный фестиваль под открытым небом «Пикник Афиши», выросший в один из крупнейших в России музыкальных фестивалей. Помимо музыки, «Пикник Афиши» знакомит посетителей с современным искусством и уличной культурой, являясь барометром хипстерской моды в России. На фестивале в разные годы выступали Земфира, Madness, Mujuice, Beirut, Петр Налич, Ленинград, АукцЫон, Мумий Тролль, Pompeya, Cops on Fire, Tesla Boy, Аквариум, Franz Ferdinand, Pet Shop Boys, Жанна Агузарова, Сплин, Blur и другие.

#### Институт медиа, архитектуры и дизайна «Стрелка»
Илья Осколков-Ценципер один из основателей, автор концепции и первый президент Института медиа, архитектуры и дизайна «Стрелка», расположенного на территории бывшей фабрики «Красный Октябрь» в центре Москвы. С 2009 по май 2013 года являлся Членом Попечительского совета Института.

#### ЦПКиО им. М.Горького
Концепции развития Центрального парка культуры и отдыха имени Горького в Москве (ЦПКиО) стала одним из первых проектов, реализованных институтом «Стрелка» под руководством Осколкова-Ценципера. С инициативой изменить парк выступил Сергей Капков, назначенный в марте 2011 года его директором. В основу концепции «Стрелки» легли принципы открытости, доступности и привлечения к деятельности парка различных московских сообществ.
Летом 2011 года началась реконструкция парка, и уже в начале 2012 года сайт The Village назвал эту городскую зону отдыха лучшим парком Москвы. Успех ЦПКиО, ставшего самым посещаемым местом отдыха в Москве, привел к переустройству всех городских парков по этой модели.

### ВДНХ
Летом 2014 года Илья Осколков-Ценципер возглавил проектный офис при дирекции ВДНХ по развитию территории ВДНХ и парка Останкино. Над проектом также работает бывший шеф-редактор объединенной компании «Рамблер-Афиша» Юрий Сапрыкин.

## Бизнес

### Современное искусство
В 1990 году основал первую в Советском Союзе Московскую международную художественную ярмарку ART-MIF (Moscow International Fair). В 1990—1993 годах ART-MIF организовал масштабные художественные ярмарки в Манеже и Центральном доме художника в Москве, в том числе десятки выставок современного искусства. Кроме того, в рамках проекта были сформированы первые корпоративные коллекции российских банков — «Инкомбанка» и банка «Московия».

### Холдинг «Афиша»
С 2007 по 2009 годы Осколков-Ценципер являлся генеральным директором медийного холдинга «Афиша», входившего в состав медиахолдинга Профмедиа.

### Yota
С 2010 по 2012 годы Осколков-Ценципер занимал пост вице-президента телекоммуникционной компании Yota Group. В сферу ответственности Осколкова-Ценципера входили стратегические коммуникации, развитие бренда, новых сервисов и офиса Yota в Лондоне.

### Winter
В 2011 году Осколков-Ценципер основал в Лондоне коммуникационное агентство Winter, специализирующееся на предоставлении российским компаниям услуг в области брендинга, дизайна и коммуникационной стратегии. Совместно с российским центром стратегических коммуникаций «Апостол» в декабре 2012 года Winter разработал новый бренд госкорпорации «Ростехнологии», переименованной в Ростех, и бренд промышленного холдинга Швабе.

### Сделано
В 2014 году Илья Осколков-Ценципер совместно с партнерами – Ильей Шаргаевым и Марко Михичем-Ефтичем создали сервис по ремонту квартир «Сделано», который предлагал типовой ремонт под ключ с заранее известным бюджетом и за фиксированный срок. Cервис работал с 80% жилого фонда Москвы и Подмосковья. Впоследствии Илья Осколков-Ценципер продал «Сделано».

### Компания «Ценципер»
В 2014 году Илья Осколков-Ценципер основал в Москве одноименную компанию.  «Ценципер» — консалтинговая компания, которая занимается стратегическим дизайном — развитием территорий, проектированием пользовательского опыта, разработкой новых продуктов и брендингом в России и за рубежом.
Среди наиболее крупных проектов  –– продуктовая стратегия и новый портал «Почты России», концепция отделений для компании «Альфа-Банк», детальный пользовательский опыт и стратегия социальной ответственности о сообществе для «Пятерочки», ребрендинг для строительной компании «Брусника» и другие.
Компания «Ценципер» была первым инвестором сервиса «Самокат» и создала стратегию создания собственных торговых марок для бренда и пользовательский опыт сервиса.
Также среди клиентов компании –– Сбербанк России, ПИК (группа компаний), Сколково, официальный портал мэра и правительства Москвы mos.ru , фонд «Второе дыхание» .
В мае 2020 года компания «Ценципер» отказалась от постоянного офиса на Маросейке, придумав проект «Рабочая среда» про исследование того, как разные пространства влияют на работу, и поиск решений, которые в будущем можно будет использовать в собственном месте. В декабре 2021 года компания открыла новый офис в Кривоколенном переулке, который стал своеобразной витриной всех клиентских решений и отражением современных трендов в организации рабочего пространства и процесса.

### Изобретения
По состоянию на 2014 год Илья Осколков-Ценципер является обладателем 17 патентов в области информационных технологий и электронных систем управления.

## Семейное положение
Сын Матвей и дочь Мира.